# Ría del Burgo
La ría del Burgo o de La Coruña (ría do Burgo o da Coruña en gallego) es una ría gallega de la provincia de La Coruña, en Galicia, España. Se encuentra encuadrada en las Rías Altas, dentro del denominado golfo Ártabro.
Está formada por la desembocadura del río Mero y sus aguas bañan los municipios de La Coruña, Culleredo, Cambre y Oleiros. Toma su nombre del pueblo de El Burgo, perteneciente al municipio de Culleredo.
Fue declarada como la ría más contaminada de Europa; debido a los vertidos industriales de empresas. No se cumplen las exigencias de las directivas europeas.

## Biodiversidad
Durante los últimos meses de verano se puede disfrutar de la biodiversidad presente en la ría del Burgo. Entre las de aves limícolas que se encuentran destacan la gaviota sombría, la gaviota patimarilla, el gavión atlántico, el zarapito real, el vuelvepiedras, la garza real y la garceta.

## Galería

Mapa de las Rías Altas y sus cuencas hidrográficas.
Situación de la ría del Burgo dentro del golfo Ártabro.
Cuenca hidrográfica de la ría de La Coruña, en oscuro, dentro del conjunto de las cuencas del golfo Ártabro.
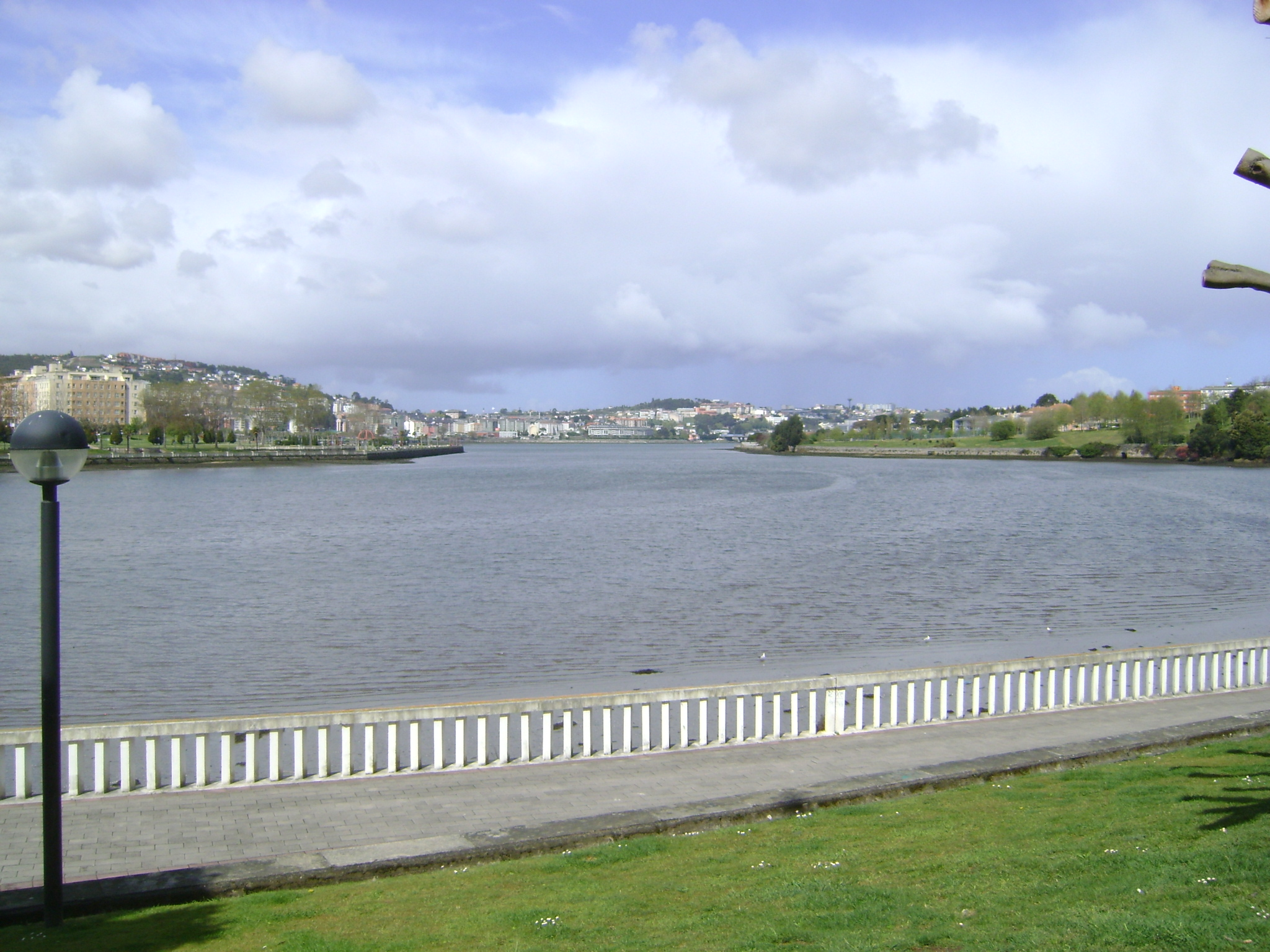
Ría del Burgo.